# سوسیس کاری
سویسیس کاری (به آلمانی: Currywurst) (تلفظ آلمانی: [ˈkœʁiˌvʊʁst]) یک غذای فوری آلمانی است که در آن سوسیس گوشت خوک را اول بخار پز و سپس سرخ می‌کنند یا به صورت حلقه حلقه یا درسته، با کچاپ کاری یا کچاپ معمولی یا رب گوجه‌فرنگی و پودر کاری مزه‌دار می‌کنند.